# Скулі-Йон Фрідгейрссон
Скулі-Йон Фрідгейрссон (ісл. Skúli Jón Friðgeirsson, нар. 30 липня 1988) — ісландський футболіст, захисник клубу «Ельфсборг».

## Клубна кар'єра
У дорослому футболі дебютував 2005 року виступами за «КР Рейк'явік», в якому провів сім сезонів, взявши участь у 101 матчі чемпіонату.
До складу клубу «Ельфсборг» приєднався на початку 2012 року. Наразі встиг відіграти за команду з Буроса 5 матчів в національному чемпіонаті.

## Виступи за збірні
2004 року дебютував у складі юнацької збірної Ісландії, взяв участь у 18 іграх на юнацькому рівні, відзначившись 4 забитими голами.
Протягом 2008-2011 років залучався до складу молодіжної збірної Ісландії, разом з якою  був учасником молодіжного Євро-2011. Всього на молодіжному рівні зіграв у 10 офіційних матчах, забив один гол.
2010 року дебютував в офіційних матчах у складі національної збірної Ісландії. Наразі провів у формі головної команди країни 4 матчі.

## Досягнення
- Чемпіон Ісландії (2):

«КР»: 2011, 2019
- Чемпіон Швеції (1):

«Ельфсборг»: 2012
- Володар Кубка Ісландії (2):

«КР»: 2008, 2011
- Володар Кубка ісландської ліги (5):

«КР»: 2005, 2010, 2016, 2017, 2019